# کوشارووکا
کوشارووکا (به لهستانی:  Koszarówka) یک روستا در لهستان است که در گمینا گرایوو واقع شده‌است.